# قائمة المعادلات في الفيزياء الكلاسيكية

## الاصطلاحات
a = التسارع (m/s²)
g = تسارع ثقالي (m/s²)
F = قوة (N = kg m/s²)
Ek = طاقة حركية (J = kg m²/s²)
Ep = طاقة كامنة (J = kg m²/s²)
m = الكتلة (kg)
p = الزخم (kg m/s)
s = الموضع (m)
R = القطر (m)
t = الزمن (s)
v = السرعة (m/s)
v0 = السرعة عند الزمن t=0
W = العمل (J = kg m²/s²)
τ = مزدوجة القوى (J = N m) (المزدوجة تقوم دوما بحركة دورانية)
s(t) = الموقع عند اللحظة t
s0 = الموقع عند اللحظة t=0
runit = متجه وحدة ينطلق من المبدأ في إحداثيات قطبية.
θunit = متجه وحدة يشير باتجاه ازدياد قيم ثيتا في نظام إحداثيات قطبية.
ملاحظة : كل الكميات بالخط الغليظ تمثل متجهات...

## معادلات تعريفية

### مركز الثقل
في حالة الانفصال ومعرفة مركز ثقل كل جزئ من الجسم:
{\displaystyle \mathbf {s} _{\hbox{CM}}={1 \over m_{\hbox{total}}}\sum _{i=0}^{n}m_{i}\mathbf {s} _{i}}
حيث {\displaystyle n} هو عدد جسيمات الكتلة.
في حال جسم متصل يستعمل التكامل:
{\displaystyle \mathbf {s} _{\hbox{CM}}={1 \over m_{\hbox{total}}}\int \rho (\mathbf {s} )dV}

### السرعة
{\displaystyle \mathbf {v} _{\mbox{average}}={\Delta \mathbf {s}  \over \Delta t}}
{\displaystyle \mathbf {v} ={d\mathbf {s}  \over dt}}

### التسارع
{\displaystyle \mathbf {a} _{\mbox{average}}={\frac {\Delta \mathbf {v} }{\Delta t}}} : {\displaystyle \mathbf {a} ={\frac {d\mathbf {v} }{dt}}={\frac {d^{2}\mathbf {s} }{dt^{2}}}}
- : {\displaystyle |\mathbf {a} _{c}|=\omega ^{2}R=v^{2}/R}

### الزخم
{\displaystyle \mathbf {p} =m\mathbf {v} }

### القوة
{\displaystyle \sum \mathbf {F} ={\frac {d\mathbf {p} }{dt}}={\frac {d(m\mathbf {v} )}{dt}}}
{\displaystyle \sum \mathbf {F} =m\mathbf {a} \quad \ }   (كتلة ثابتة)

### الاندفاع
{\displaystyle \mathbf {J} =\Delta \mathbf {p} =\int \mathbf {F} dt}
{\displaystyle \mathbf {J} =\mathbf {F} \Delta t\quad \ }  
إذا كان F عبارة عن ثابت

### عزم العطالة
من أجل محور دوران وحيد :
عزم لاعطالة لجسم هو مجموع جداءات عناصر الكتلة ومربع أبعادها عن محور الدوران :
{\displaystyle I=\sum r_{i}^{2}m_{i}=\int _{M}r^{2}\mathrm {d} m=\iiint _{V}r^{2}\rho (x,y,z)\mathrm {d} V}

### زخم زاوي
{\displaystyle |L|=mvr\quad \ }   إذا كان v متعامد مع r
شكل المتجه:
{\displaystyle \mathbf {L} =\mathbf {r} \times \mathbf {p} =\mathbf {I} \,\omega }
r قطر الشعاع (المتجه).

### مزدوجة
{\displaystyle \sum {\boldsymbol {\tau }}={\frac {d\mathbf {L} }{dt}}}
{\displaystyle \sum {\boldsymbol {\tau }}=\mathbf {r} \times \mathbf {F} \quad }
{\displaystyle \sum {\boldsymbol {\tau }}=\mathbf {I} {\boldsymbol {\alpha }}}

### الطاقة
m هنا عبارة عن ثابت.
{\displaystyle \Delta E_{k}=\int \mathbf {F} _{\mbox{net}}\cdot d\mathbf {s} =\int \mathbf {v} \cdot d\mathbf {p} ={\begin{matrix}{\frac {1}{2}}\end{matrix}}mv^{2}-{\begin{matrix}{\frac {1}{2}}\end{matrix}}m{v_{0}}^{2}\quad \ }
{\displaystyle \Delta E_{p}=mgh\quad \ \,\!} في حقل الثقالة.

### حركة قوة مركزية
{\displaystyle {\frac {d^{2}}{d\theta ^{2}}}\left({\frac {1}{\mathbf {r} }}\right)+{\frac {1}{\mathbf {r} }}=-{\frac {\mu \mathbf {r} ^{2}}{\mathbf {l} ^{2}}}\mathbf {F} (\mathbf {r} )}

## معادلات مشتقة مفيدة

### نضع جسم متسارع
{\displaystyle \mathbf {s} (t)={\begin{matrix}{\frac {1}{2}}\end{matrix}}\mathbf {a} t^{2}+\mathbf {v} _{0}t+\mathbf {s} _{0}\quad \ }

### معادلة السرعة
{\displaystyle v^{2}=v_{0}^{2}+2\mathbf {a} \cdot \Delta s}